# Mycena vinacea
Mycena vinacea es una especie de hongo de la familia Mycenaceae, que se encuentran en Australia, fue descrito por primera vez científicamente por John Burton Cleland en 1931.